# Composia fidellissima
Composia fidellissima là một loài bướm đêm thuộc phân họ Arctiinae, họ Erebidae.